# ラザロの復活 (カラヴァッジョ)

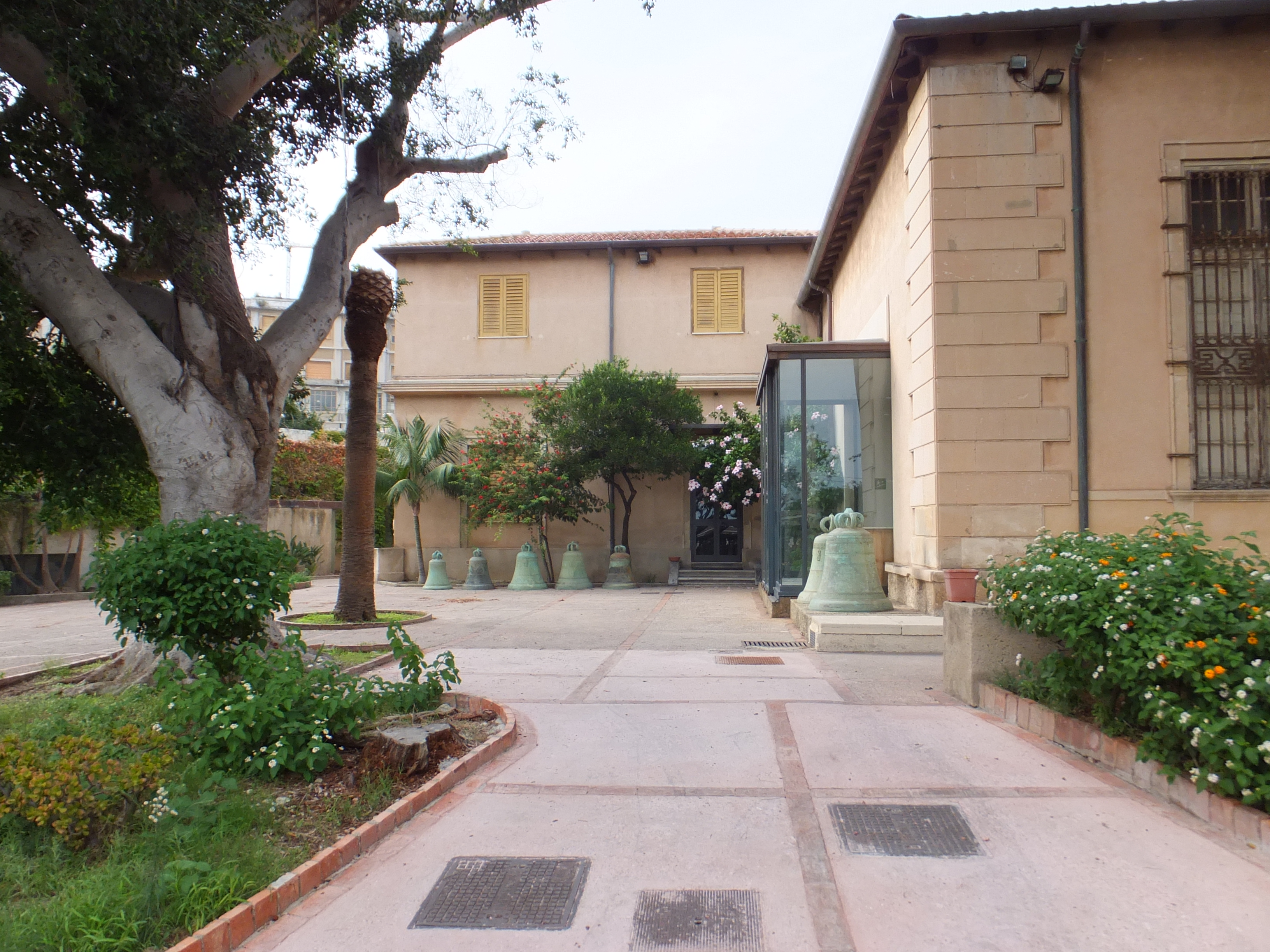
メッシーナ州立美術館、シチリア

『ラザロの復活』（ラザロのふっかつ、伊: Resurrezione di Lazzaro, 英: The Raising of Lazarus）、または『ラザロの蘇生』（ラザロのそせい）は、イタリアのバロック期の画家ミケランジェロ・メリージ・ダ・カラヴァッジョ（1571-1610年）が1609年ごろにキャンバス上に油彩で制作した祭壇画である。保存状態が悪く、前世紀に行われた稚拙な修復のために工房作と見られていたが、1951年にミラノで開かれた展覧会でまぎれもないオリジナル作品として認められた。作品は、メッシーナ州立美術館に所蔵されている。

## 歴史
1608年8月、カラヴァッジョは現在よく知られていない犯罪で投獄されていたマルタから逃亡し、避難したシチリア島のシラクサで友人の芸術家マリオ・ミンニーティに迎えられた。カラヴァッジョはシラクサでミンニーティの斡旋により『聖ルチアの埋葬』 (ベッローモ州立美術館、シラクサ) を描いたが、1608年末か1609年の年明けにメッシーナに移った。メッシーナのような大都市のほうがカラヴァッジョにとって身を隠すのに都合がよかったのかもしれない。また、仕事の需要も多かった。ミンニーティはメッシーナでも活躍していたため、この地でもカラヴァッジョの仕事を斡旋したの可能性がある。
いずれにしても、ミンニーティの仲介で、カラヴァッジョはメッシーナのパードリ・クロチーフェリ教会のために本作を含む重要な注文を得た。この作品は本来、聖母子と諸聖人が描かれることになっていた。しかし、作品が1609年6月10日に裕福なジェノヴァの商人ジョヴァンニ・バッティスタ・デ・ラッザーリによってパードリ・クロチーフェリ教会に奉納された時の資料には、作者は「マルタの騎士フラ・ミケランジェロ・カラヴァッジョ」とされ、主題は「ラザロの復活」であると記されている。カラヴァッジョが本作を描いた際に、彼はすでにマルタ騎士団から除名されていたが、それを知らなかったのかもしれない。あるいは、それを隠していたのかもしれない。また、主題が「ラザロの復活」に変更されたのは、注文主であったジョヴァンニ・バッティスタ・デ・ラッザーリの家名がラザロを示唆する (「ラッザーリ」はイタリア語で「ラザロ」の複数形) ためか、この新たな主題が病院を経営し、病人の看護を使命とするクロチーフェリ教会の修道士たちにふさわしかったためかもしれない。なお、シチリアの伝記作者フランチェスコ・スジンノによれば、本作の制作料金は破格の1000スクードであった。

## 主題
「ヨハネによる福音書」 (11:1-44) によれば、ベタニアに住んでいたラザロはマリアとマルタの兄弟で、ある時、病に冒されてしまう。イエス・キリストと親しかったマルタとマリアは急いで彼に病状を伝えたが、彼が到着した時にはラザロが息を引き取り、埋葬されてからすでに4日がたっていた。人々はキリストが各地で起こした奇跡を知っていたものの、死者を復活させるのは無理だろうと話していた。しかし、キリストは、マルタに「あなたの兄弟はよみがえる。信仰があれば肉体が死んでも生きるのだ。あなたは信じるか」と問う。マルタは「信じます」と答える。マルタをともなってラザロの墓へと向かったキリストは、墓石をどけさせると「出てきなさい」と声をかけた。すると棺桶の中から布に巻かれたままのラザロが出てきたのである。

## 作品

カラヴァッジョ『聖ルチアの埋葬』 (1608年)、ベッローモ州立美術館、シラクサ

マルタとマリアの兄弟であるラザロは、カラヴァッジョがパードリ・クロチーフェリ教会で祭壇画を描く契約をしたジョヴァンニ・バッティスタ・デ・ラッザーリの守護聖人であった。カラヴァッジョの同時期の『聖ルチアの埋葬』などの絵画のように、場面は登場人物の一群を圧倒する空白の壁を背景として設定されている。上部の大きな空白の中、集団的な動作と感情にとらわれた人物群が作り出す相互作用は、画家の初期および中期の焦点を絞った個別のドラマとはまったく異っている。カラヴァッジョの作品では通例であるが、光はドラマの重要な要素であり、ラザロの手（片方は状況を受け入れるため緩く開いており、もう片方はキリストに向かって伸びている）や、見物人の不可思議な顔などの重要な詳細を明るみに出している。

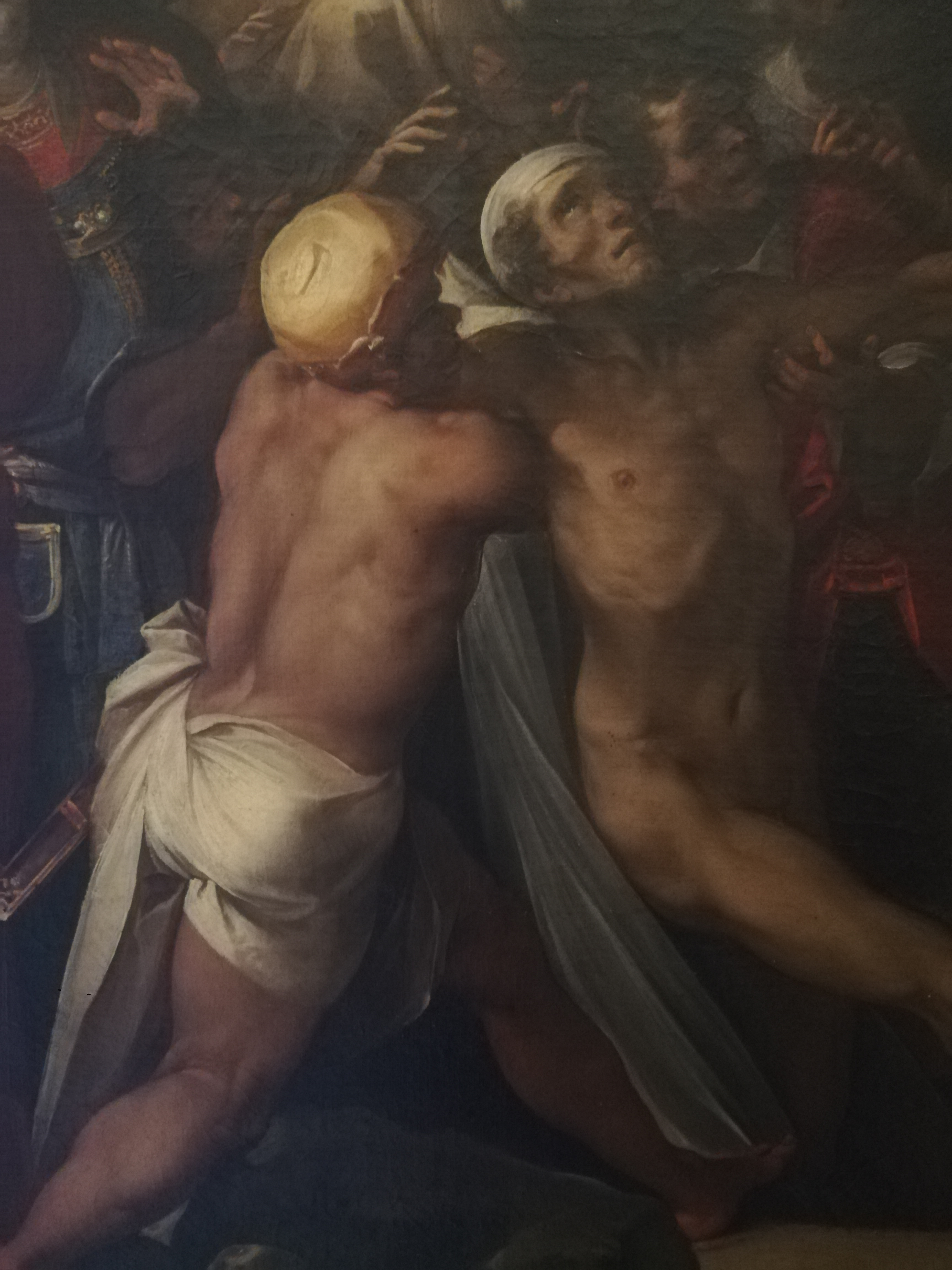
ジュゼッペ・チェーザリ『ラザロの復活』の部分、コルシーニ絵画館、ローマ

画面左端のキリストは、ラザロを指差しながら「出てきなさい」と声をかけている。ラザロは聖書の記述や伝統的な図像とは異なり、あたかも十字架上のキリストのように両手を広げている。右手を光の方へ、左手を床の髑髏の方に伸ばしており、いまだ生と死のあわいにいる。そのポーズがキリストの贖罪と復活を示唆していることはすぐに理解できる。ラザロの蘇生は、後に起こるキリストの復活の予兆とされるからである。ちなみに、このように両手を広げるラザロのポーズは、ジュゼッペ・チェーザリ (通称カヴァリエル・ダルピーノ) の『ラザロの復活』 (コルシーニ絵画館、ローマ) と類似している。カラヴァッジョは、若い時に修業をしたダルピーノの工房で見た作品の記憶を拠り所にしているのかもしれない。
ラザロにはマルタとマリアの姉妹が付き添っているが、ラザロを抱擁するように顔を近づけるマルタは「ピエタ」を表す絵画の聖母マリアのようであり、ラザロの死臭に口を覆うという通常の表現とは異なっている。クロチーフェリ教会の修道士たちは、病院活動とともに臨終の使者を看取ってよき死に導くことに尽力していた。ラザロの姿は彼らが看護する患者であり、ラザロを覗きこむ姉妹の姿は彼らの日々の活動を暗示するものにほかならなかった。
伝記作者スジンノによれば、カラヴァッジョは本作を描く際、クロチーフェリ教会の病院の一室を要求し、そこに実際の死体を持ってこさせた。そして、死体を抱えさせられた人夫が腐敗臭に我慢できずに逃げ出そうとするのを剣で脅しながら制作したという。この逸話の真偽はともかく、ラザロの遺体は、実際の遺体を写したものというより十字架像に似ている。カラヴァッジョは、十字架を紋章としていたクロチーフェリ教会が所有していた木彫の十字架像を模したのかもしれない。

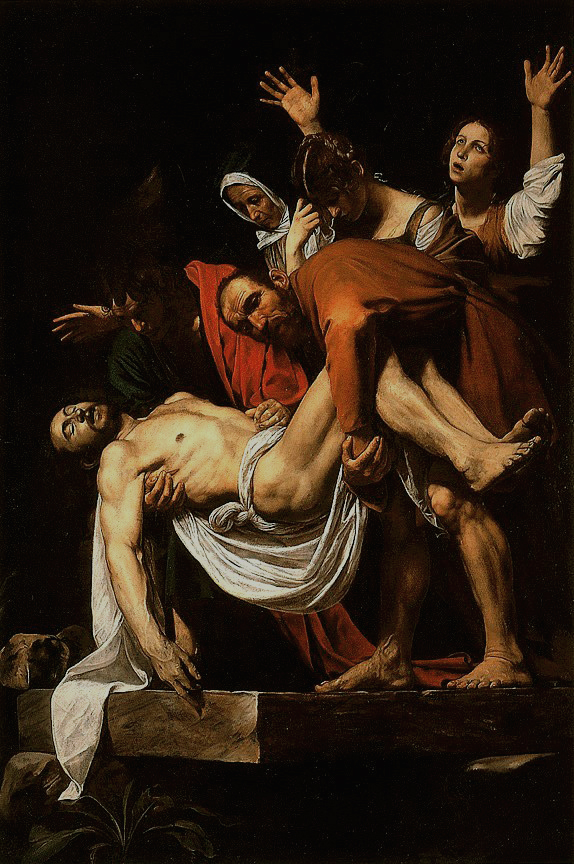
カラヴァッジョ『キリストの埋葬』 (1603-1604年)、ヴァチカン美術館、ローマ

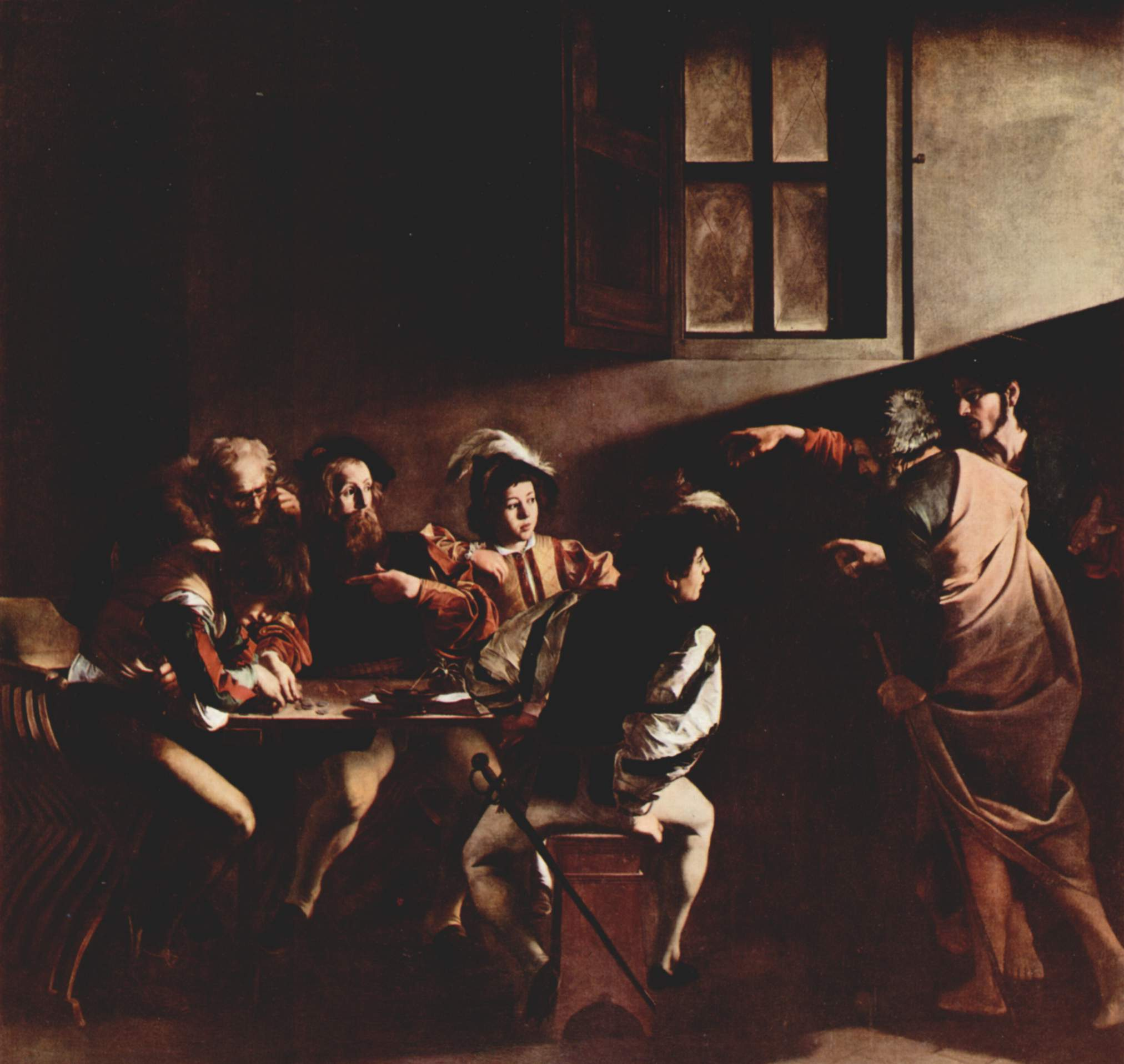
カラヴァッジョ『聖マタイの召命』 (1599-1600年)、サン・ルイジ・デイ・フランチェージ教会、ローマ

本作の全体の構図は、ジュリオ・ロマーノの作品にもとづく版画に依拠している。スジンノによれば、画面の人物たちの何人かは地元の人々をモデルにしているが、カラヴァッジョは時間がなかったため自身の以前の作品をも参照している。男に支えられたラザロの姿は『キリストの埋葬』 (ヴァチカン美術館、ローマ) を下敷きにしている。また、キリストは『聖マタイの召命』 (サン・ルイジ・デイ・フランチェージ教会、ローマ) のキリストを反転した像となっている。陰に隠れているキリストの顔は黒く塗りつぶされているが、その姿は人々には見えていないのかもしれない。というのは、彼らはキリストの背後の光のほうを向いているからである。なお、キリストの腕の上に見える横顔は、おそらくカラヴァッジョの自画像である。彼は画面の外側を凝視しているが、なぜ物語の主役の方を見ずに遠くを見つめているのであろうか。カラヴァッジョはもはや奇跡も救済も信じていなかったのかもしれない。
スジンノによると、カラヴァッジョは最初のバージョンを作成したが、不評となった後でカミソリで破壊してしまった。その後、画家は現在のヴァージョンを記録的な速さで終えたというが、おそらくこの話は空想である。ただ短期間で描いたように見えるのは確かである。